# الحزب الشيوعي الهندي (الماركسي)

حزب الهند الشيوعي (الماركسي) هوحزب سياسي شيوعي في الهند. تأسس الحزب في عام 1964. أمين عام الحزب هو بركش كارا.
ينشر الحزب People's Democracy. المنظمة الشبابية للحزب هي Democratic Youth Federation of India.
في الانتخابات البرلمانية لعام 2004 حصل الحزب.2 061 677 صوت (5.7%, 43 مقعد).

## مواقع خارجية
- الموقع الرسمي للحزب